# Dreifaltigkeitssäule (Nejdek)

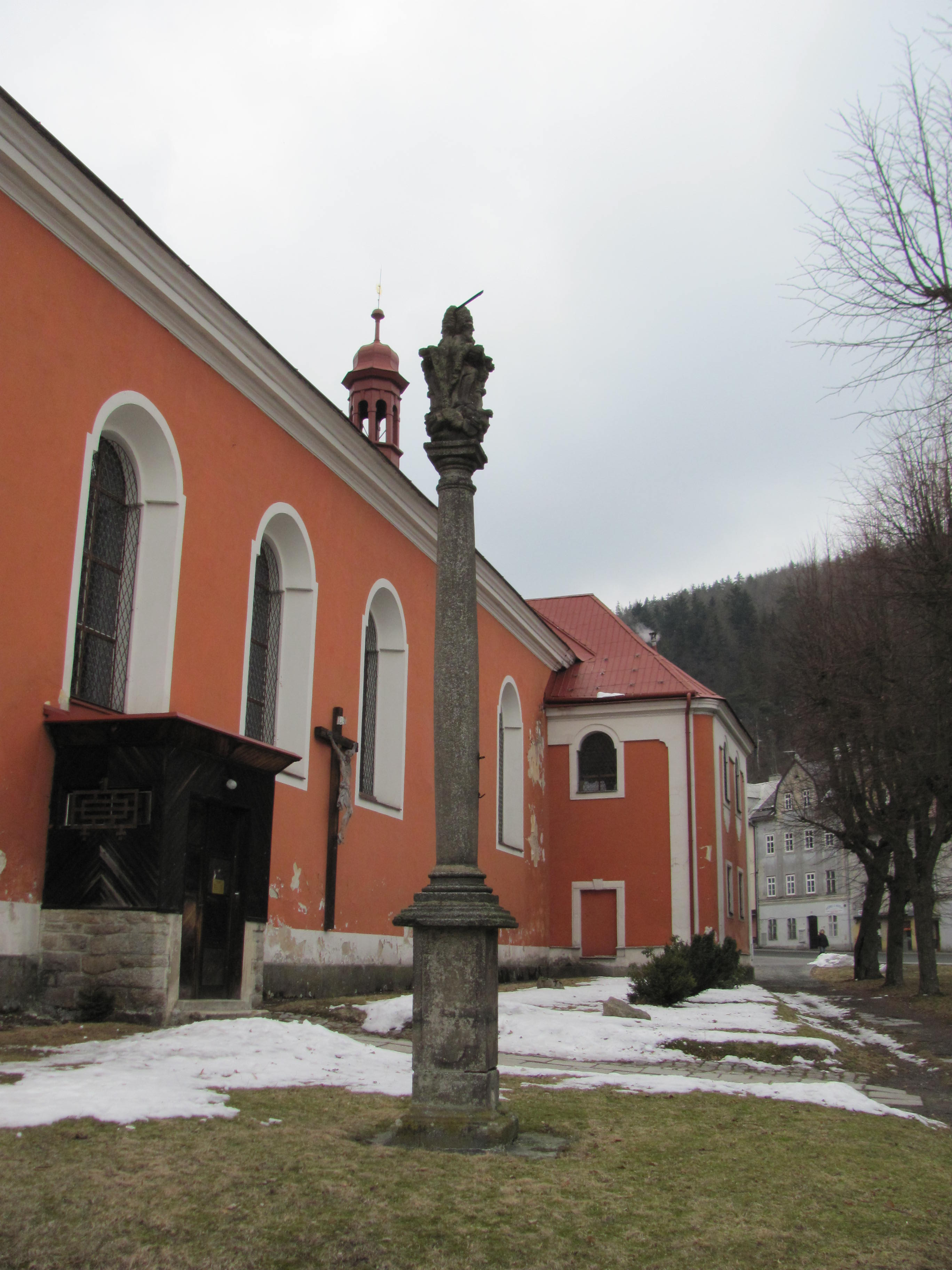
Dreifaltigkeits- bzw. Pestsäule in Nejdek

Die Dreifaltigkeitssäule oder Pestsäule (tschechisch Sloup Nejsvětější Trojice) in der tschechischen Stadt Nejdek (deutsch Neudek) ist ein geschütztes Denkmal.

## Geschichte
Die Säule wurde im Jahre 1715 errichtet. Möglicherweise ließ sie laut Inschrift der damalige Bürgermeister Hans Georg Pöhner in Auftrag gegeben. Neudek wurde in seiner Geschichte mehrfach von Krieg, Hungersnöten und Pestepidemien heimgesucht. Es ist nicht auszuschließen, dass die Säule in Zusammenhang zu einem dieser Ereignisse steht. Wer sie schuf, ist unbekannt. Infrage kommt der Bildhauer und Steinmetzmeister von Neudek Jakob Reitzner, der später auch am Kirchenumbau von Lichtenstadt beteiligt war. Ihr ursprünglicher Standort war im Zentrum der Stadt vor dem Hotel Post. 1924 wurde die Säule an den heutigen Standort neben der Dekanalkirche St. Martin versetzt. Seit dem 3. Mai 1958 ist sie ein geschütztes Denkmal und wird als solches in der Denkmalliste geführt.

## Beschreibung
Die Säule besteht aus Granitstein. Sie ist in ihrer Form einfach und schlicht. An ihrer Spitze befindet sich die Figur der hl. Dreifaltigkeit. Der Sockel trägt die Inschrift I H S und 1715 H.G.Pöhner.

## Bilder

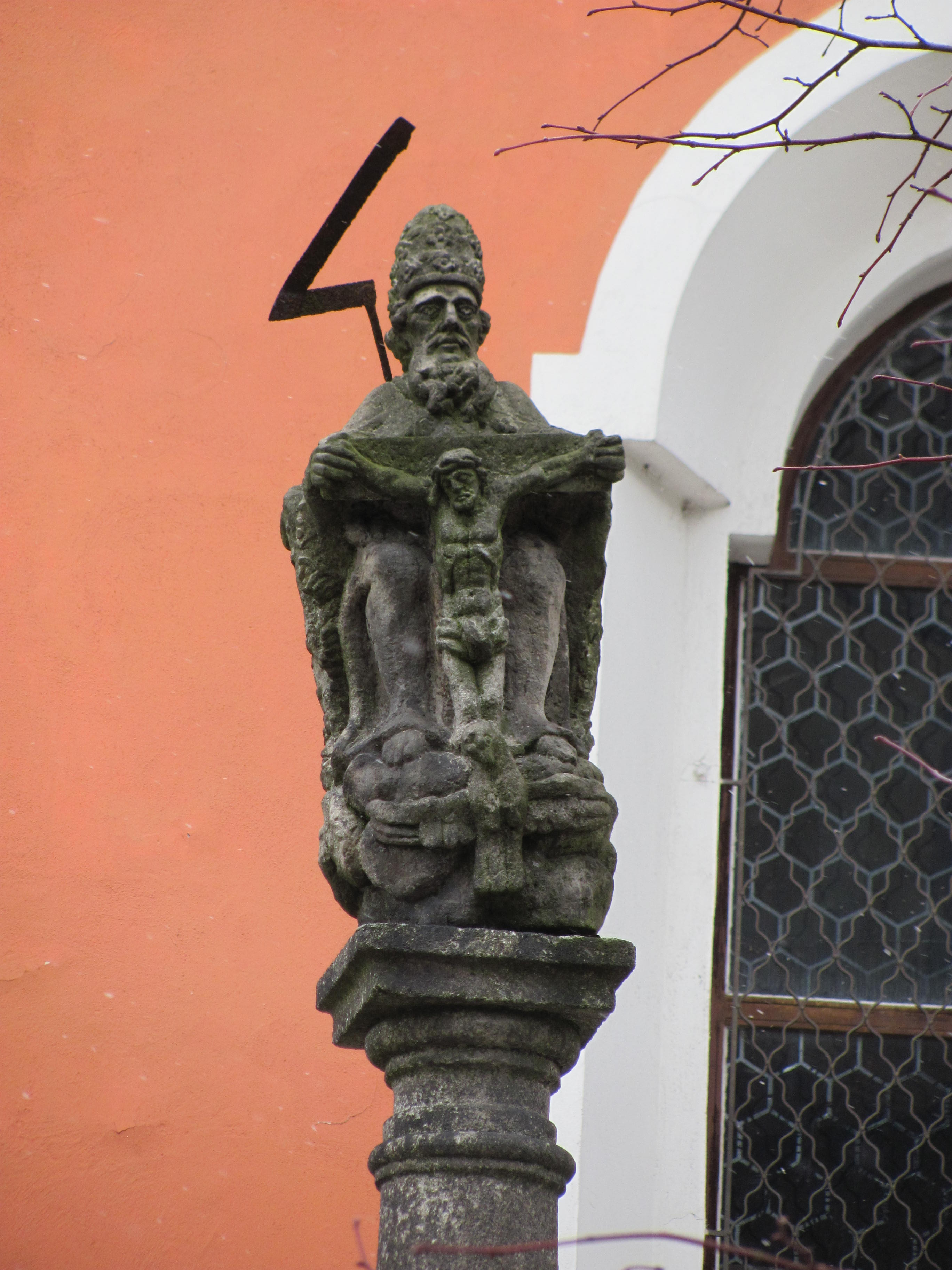
Hl. Dreifaltigkeit
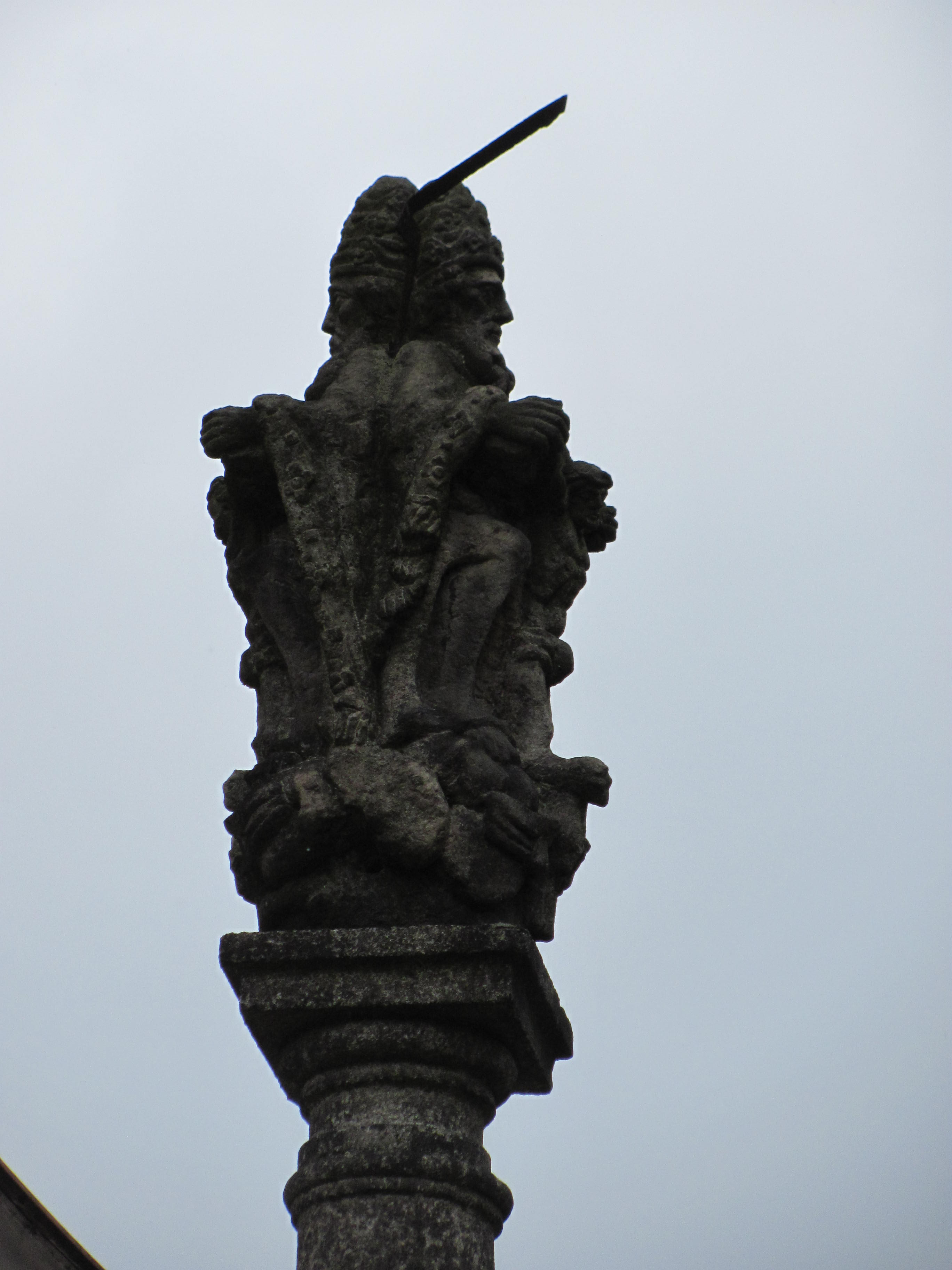
Seitenansicht
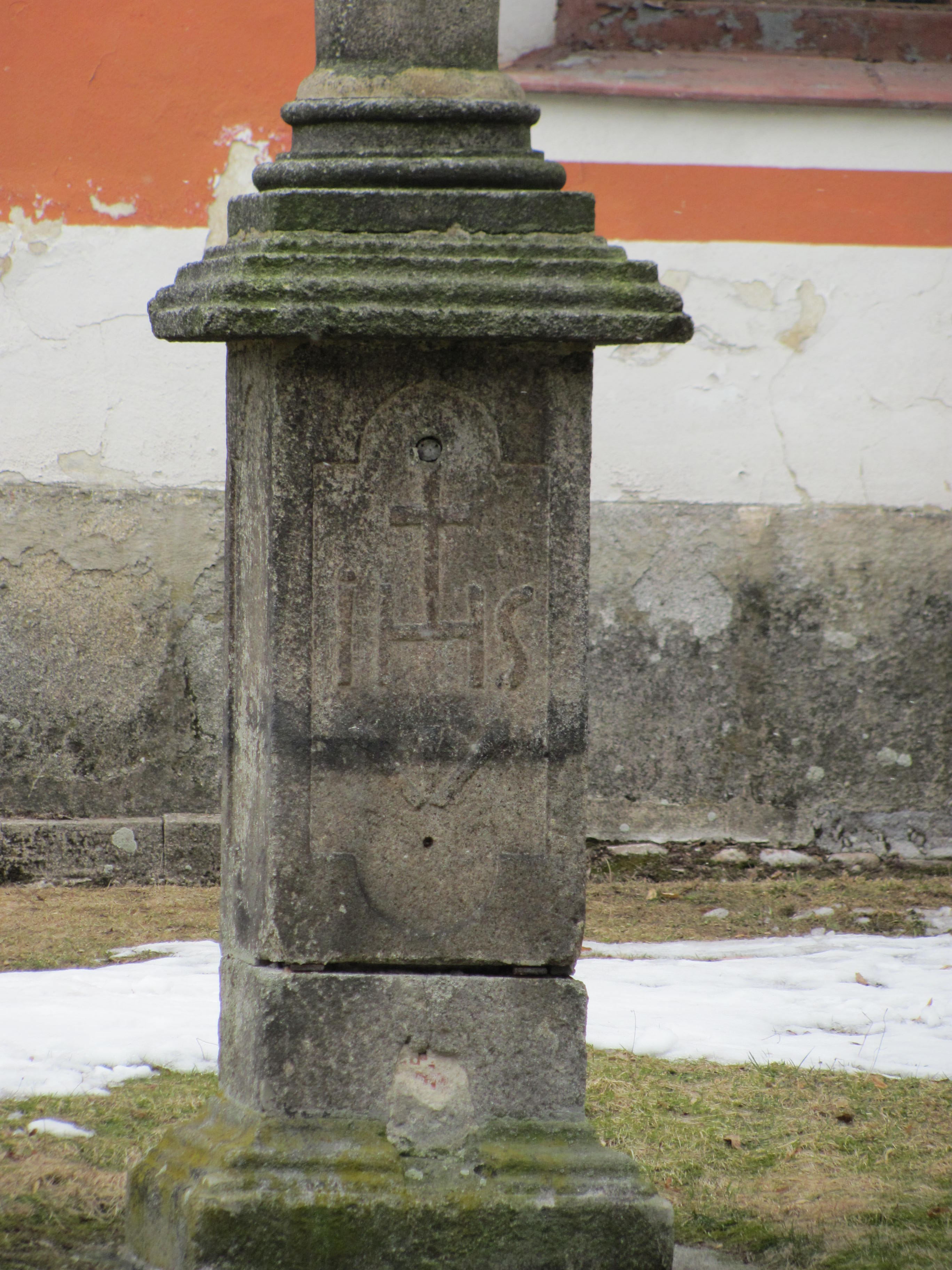
Sockel